# شجره ترک
شجره ترک یا شجرة الاتراک کتابی به زبان جغتایی که توسط ابوالغازی بهادرخان تاریخ‌نگار و حکمران خیوه از خاندان شیبانی نوشته شده است. این اثر بیان‌گر تاریخ خاندان شیبان ازبک و انساب این خانواده به ویژه از نیمه دوم سده ۹ تا نیمه دوم سده ۱۰ هـ. ق می‌باشد. ابوالغازی بهادرخان ترقیم آن را در ۱۰۷۴ هـ. ق / ۱۶۴۴ مـ شروع کرد، اما نتوانست آن را به اختتام رساند — مرگ وی — و الباقی توسط پسرش انوشه در ۱۰۷۶ هـ. ق / ۱۶۵۵ مـ نوشته و تکمیل شد. بیشتر مطالب آن نیز از حفظ و بدون توسل به منابع ثانویه نوشته گردید. معلومات شجرة الاترک در خصوص تاریخ شیبانیان از ۱۴۵۰ مـ حائز اهمیت است اما راجع به چنگیز خان و جانشینان او در اکثر موارد غیرقابل اعتماد است.

## تألیف
ابوالغازی بهادرخان در سبب تألیف کتاب می‌گوید:
فرزندان چنگیز هرجا که فرمان راندند، مورخانی داشتند آشنا به زبان‌های فارسی و ترکی که تاریخ آنان را نوشته‌اند. من نیز خواستم که تاریخ خاندان خویش را تدوین کنم؛ اما در تمام خوارزم کسی را نیافتم که این مهم را انجام دهد و اگرچه هیچ پادشاه تاریخ خود را ننوشته است، من خود به این کار پرداختم و آن را شجره ترک نام نهادم.
ابوالغازی پس از کناره‌گیری از حکومت، نوشتن کتاب را در ۱۰۷۴ هـ. ق آغاز نمود، اما نتوانست آن را به سرانجام برساند و با مرگ وی کتاب ناتمام ماند و صفحات پایانی آن توسط پسرش انوشه نویسانده شد و در ۱۰۷۶ هـ. ق به انجام رسید.

## فصول
شجره ترک در ۹ باب تألیف گشته است. باب اول از آدم تا مغول و باب‌های دوم تا هشتم از حکومت چنگیز و فرزندان او در ایران و قبچاق و ماوراءالنهر و شبه‌جزیر کریمه بحث می‌کند. باب نهم که بخش اصلی کتاب است، در تاریخ خاندان شیبان می‌باشد. باب‌های هشتگانه با استعانت از جامع‌التواریخ خواجه رشیدالدین و ظفرنامه شرف‌الدین علی یزدی کتابت شده است. مؤلف باب نهم را با یاری جستن از حافظه خود به رشته تحریر درآورده است و همین‌طور بیان می‌کند:
از آدم تا جوجی را با استفاده از بعضی کتاب‌ها نوشتم؛ لیکن از شیبان خان تا زمان خود را به هیچ کتاب مراجعه نکردم و آنچه را به یاد داشتم، نوشتم. از این‌رو برخی از رویدادها کوتاه شده است.
طوغان نیز معتقد است نسخه‌ای از جامع‌التواریخ که ابوالغازی بهادرخان از آن بهره برده، نسخه‌ای کامل بوده است و نیز مؤلف در بخش انساب احتمالاً از معز الانساب خواجه رشیدالدین استفاده کرده است.

## ترجمه و نشر
شجره ترک نخستین‌بار در ۱۷۱۷ مـ توسط اشترالنبرگ، یکی از اسیران سوئدی نبرد پولتاوا در شهر توبول پیدا شد و اسیری دیگر به نام شنستروم آن را در ۱۷۲۰ مـ به آلمانی ترجمه کرد. بعدها مسرشمید اصل و ترجمه آن را به گوتینگن آورد. بارن نیز آن را به فرانسوی ترجمه کرد و با نام «تاریخ انساب تاتار» با حواشی بنتینک در ۲ مجلد در ۱۷۲۶ مـ در لاهه انتشار داد. در ۱۷۸۰ مـ تردیاکوفسکی آن را به روسی ترجمه کرد. همچنین اصل ترکی آن در ۱۸۲۴ مـ در کازان تحت سرپرستی فرن و با مقدمه لاتینی وی، توسط ابراهیم خلیف انتشار یافت. همچنین این اثر نخست توسط احمد وفیق پاشا و سپس از سوی رضانور به ترکی استانبولی ترجمه و انتشار یافت. چاپ انتقادی آن نیز توسط دمزون با حواشی بسیار دقیق که با بهره‌گیری از مآخذی مانند جامع‌التواریخ، روضةالصفا، تاریخ جنابی، حبیب‌السیر، ظفرنامه، تاریخ رشیدی و غیره تدوین شده، به فرانسوی ترجمه و با متن ترکی آن در یک مجلد در ۱۸۷۱ مـ در سنت پترزبورگ چاپ شده است. این کتاب که تا ۱۸۲۵ مـ به روسی، آلمانی و لاتین ترجمه شده بود، بر تفکرات اروپایی‌ها راجع به تاریخ مغول و ترک‌های آسیای میانه تأثیر گذاشت.